# إليسا بالس
إليسا بالس، حكم كرة قدم فنلندي دولي سابق.
و قد حكم في كأس الخليج 1990، وقد أدار مباراة منتخب الكويت لكرة القدم ومنتخب البحرين لكرة القدم في 21 فبراير 1990.